# Стёртая личность
«Стёртая личность» (англ. Boy Erased) — американский драматический фильм режиссёра и сценариста Джоэла Эдгертона на основе одноимённой автобиографии Гэррарда Конли с Лукасом Хеджесом, Николь Кидман, Расселом Кроу и Эдгертоном в главных ролях. Фильм рассказывает историю сына баптистского пастора, вынужденного пройти программу в лагере конверсионной терапии.
Премьера «Стёртой личности» состоялась на кинофестивале в Теллурайде 1 сентября 2018 года. Фильм был выпущен в прокат 2 ноября компанией Focus Features и собрал более $11 миллионов по всему миру. Он получил положительные отзывы от кинокритиков, в особенности отметивших игру актёров, а также был номинирован на ряд наград, в том числе получив две номинации на премию «Золотой глобус».

## Сюжет
Джаред Имонс (Лукас Хеджес) — сын баптистского пастора и автодилера Маршалла Имонса (Рассел Кроу) и парикмахера Нэнси Имонс (Николь Кидман). Он начинает свой первый день в программе конверсионной терапии «Любовь в действии».

## Актёрский состав
- Лукас Хеджес — Джаред Имонс (прототип — Гэррард Конли)
- Николь Кидман — Нэнси Имонс (прототип — Марта Конли)
- Рассел Кроу — Маршалл Имонс (прототип — Хершел Конли)
- Джоэл Эдгертон — Виктор Сайкс (прототип — Джон Смид[англ.])
- Джо Элвин — Генри Уоллес
- Ксавье Долан — Джон
- Трой Сиван — Гэри
- Бриттон Сир — Кэмерон
- Теодор Пеллерин — Ксавье
- Черри Джонс — доктор Малдун
- Фли — Брэндон
- Мэдлин Клайн — Хлоя
- Эмили Хинклер — Ли
- Джесси Латоретт — Сара
- Дэвид Джозеф Крейг — Майкл
- Мэтт Бёрк — Саймон
- Дэвид Дитмор — Филлип

## Производство
8 июня 2017 года было объявлено, что компании Netflix, Annapurna Pictures, Focus Features и Amazon Studios борются за дистрибьюторские права на фильм с Лукасом Хеджесом, Джоэлем Эдгертоном, Николь Кидман и Расселом Кроу в главных ролях, с Эдгертоном в роли режиссёра и по его же сценарию, на основе автобиографии Гэррарда Конли, «Boy Erased: A Memoir». 21 июня 2017 года было объявлено, что в основной борьбе за фильм, развернувшейся между Netflix и Focus Features, права выиграла последняя компания.
В пресс-релизе режиссёр Джоэл Эдгертон с гордостью высказался о проекте:
Я взволнован работе с актёрами, закалёнными и новыми, для того, что перенести историю Гэррарда на большой экран. Я думаю, что «Focus» — идеальный партнёр в этом деле, и я всегда буду благодарен Гэррарду за то, что он доверился моей страсти для истории его жизни. Не думаю, что есть лучшая причина для моего возвращения за камеру.
В августе 2017 года была объявлена большая часть второстепенного актёрского состава. В сентябре 2017 года к актёрскому составу присоединились Джо Элвин и Мэдлин Клайн. Съёмочный процесс фильма начался 8 сентября 2017 года в Атланте, штат Джорджия. В марте 2018 года Дэнни Бенси и Сондер Юрриаанс были объявлены композиторами. В апреле 2018 года прошли пересъёмки.

## Релиз
Мировая премьера фильма состоялась в рамках кинофестиваля в Теллурайде 1 сентября 2018 года. Он также был показан на международном кинофестивале в Торонто 8 сентября 2018 года для прессы, и 11, 12 и 15 сентября для публики. Выход картины на экраны в США изначально был назначен на 28 сентября 2018 года, однако позже был сдвинут на 2 ноября 2018 года. Премьера в России состоялась 21 марта 2019 года.

## Приём

### Кассовые сборы
«Стёртая личность» вышел на большой экран 2 ноября 2018 года в пяти кинотеатрах. За первый уик-энд фильм заработал 207,057 долларов, в среднем по 41,411 долларов с каждого из кинотеатров, что является пятым лучшим средним показателем 2018 года. За второй уик-энд фильм заработал 758,173 долларов с 77 кинотеатров. Фильм собрал 6,8 миллионов долларов в США и Канаде и 5,1 миллионов в других странах.

### Отзывы критиков
Фильм получил положительные отзывы критиков. На интернет-агрегаторе Rotten Tomatoes он имеет рейтинг 81 % на основе 245 рецензий и оценку в 6,9 баллов из 10. Metacritic дал фильму 69 баллов из 100 возможных на основе 48 рецензий, что соответствует статусу «в целом положительные отзывы».

### Награды и номинации
| Награда                                                   | Дата проведения церемонии | Категория                                         | Номинант(-ы)                                                  | Результат |
| --------------------------------------------------------- | ------------------------- | ------------------------------------------------- | ------------------------------------------------------------- | --------- |
| Премия «Artios»                                           | 31 января 2019            | Крупнобюджетная драма                             | Кармен Куба, Тара Фелдштейн Беннетт, Чейс Пэрис, Шелби Чернит | Номинация |
| Премия Австралийской академии кинематографа и телевидения | 2 декабря 2018            | Лучший фильм                                      | Керри Кохански Робертс, Стив Голин, Джоэл Эдгертон            | Номинация |
| Премия Австралийской академии кинематографа и телевидения | 2 декабря 2018            | Лучшая мужская роль                               | Лукас Хеджес                                                  | Номинация |
| Премия Австралийской академии кинематографа и телевидения | 2 декабря 2018            | Лучшая мужская роль второго плана                 | Рассел Кроу                                                   | Номинация |
| Премия Австралийской академии кинематографа и телевидения | 2 декабря 2018            | Лучшая мужская роль второго плана                 | Джоэл Эдгертон                                                | Номинация |
| Премия Австралийской академии кинематографа и телевидения | 2 декабря 2018            | Лучшая женская роль второго плана                 | Николь Кидман                                                 | Победа    |
| Премия Австралийской академии кинематографа и телевидения | 2 декабря 2018            | Лучшая режиссура                                  | Джоэл Эдгертон                                                | Номинация |
| Премия Австралийской академии кинематографа и телевидения | 2 декабря 2018            | Лучший адаптированный сценарий                    | Джоэл Эдгертон                                                | Победа    |
| Международный кинофестиваль «Camerimage»                  | 10-17 ноября 2018         | Лучший режиссёрский дебют                         | Джоэл Эдгертон                                                | Номинация |
| Международный кинофестиваль в Чикаго                      | 10-21 октября 2018        | Премия «Хьюго» — «Золотая К»                      | «Стёртая личность»                                            | Номинация |
| Премия «Золотой глобус»                                   | 6 января 2019             | Лучшая мужская роль — драма                       | Лукас Хеджес                                                  | Номинация |
| Премия «Золотой глобус»                                   | 6 января 2019             | Лучшая песня                                      | «Revelation» — Леланд, Трой Сиван и Йонси                     | Номинация |
| Премия «Выбор критиков»                                   | 13 января 2019            | Лучшая женская роль второго плана                 | Николь Кидман                                                 | Номинация |
| Голливудские награды за музыку в средствах информации     | 14 ноября 2018            | Лучшая оригинальная песня в полнометражном фильме | «Revelation» — Леланд, Трой Сиван и Йонси                     | Номинация |
| Humanitas Prize                                           | 8 февраля 2019            | Лучший драматический художественный фильм         | «Стёртая личность»                                            | Номинация |
| Международный кинофестиваль в Милл-Вэлли                  | 3-13 октября 2018         | Приз зрительских симпатий — американское кино     | «Стёртая личность»                                            | 2-е место |
| Международный кинофестиваль в Сан-Диего                   | 10-14 октября 2018        | Приз зрительских симпатий                         | «Стёртая личность»                                            | Победа    |
| Премия «Спутник»                                          | 17 февраля 2019           | Лучшая мужская роль в кинофильме                  | Лукас Хеджес                                                  | Номинация |
| Премия «Спутник»                                          | 17 февраля 2019           | Лучшая женская роль второго плана                 | Николь Кидман                                                 | Номинация |
| Премия «Спутник»                                          | 17 февраля 2019           | Лучшая мужская роль второго плана                 | Рассел Кроу                                                   | Номинация |
| Премия «Спутник»                                          | 17 февраля 2019           | Лучшая оригинальная песня                         | «Revelation» — Леланд, Трой Сиван и Йонси                     | Номинация |